# Geschichte der Kreisbildung in Deutschland

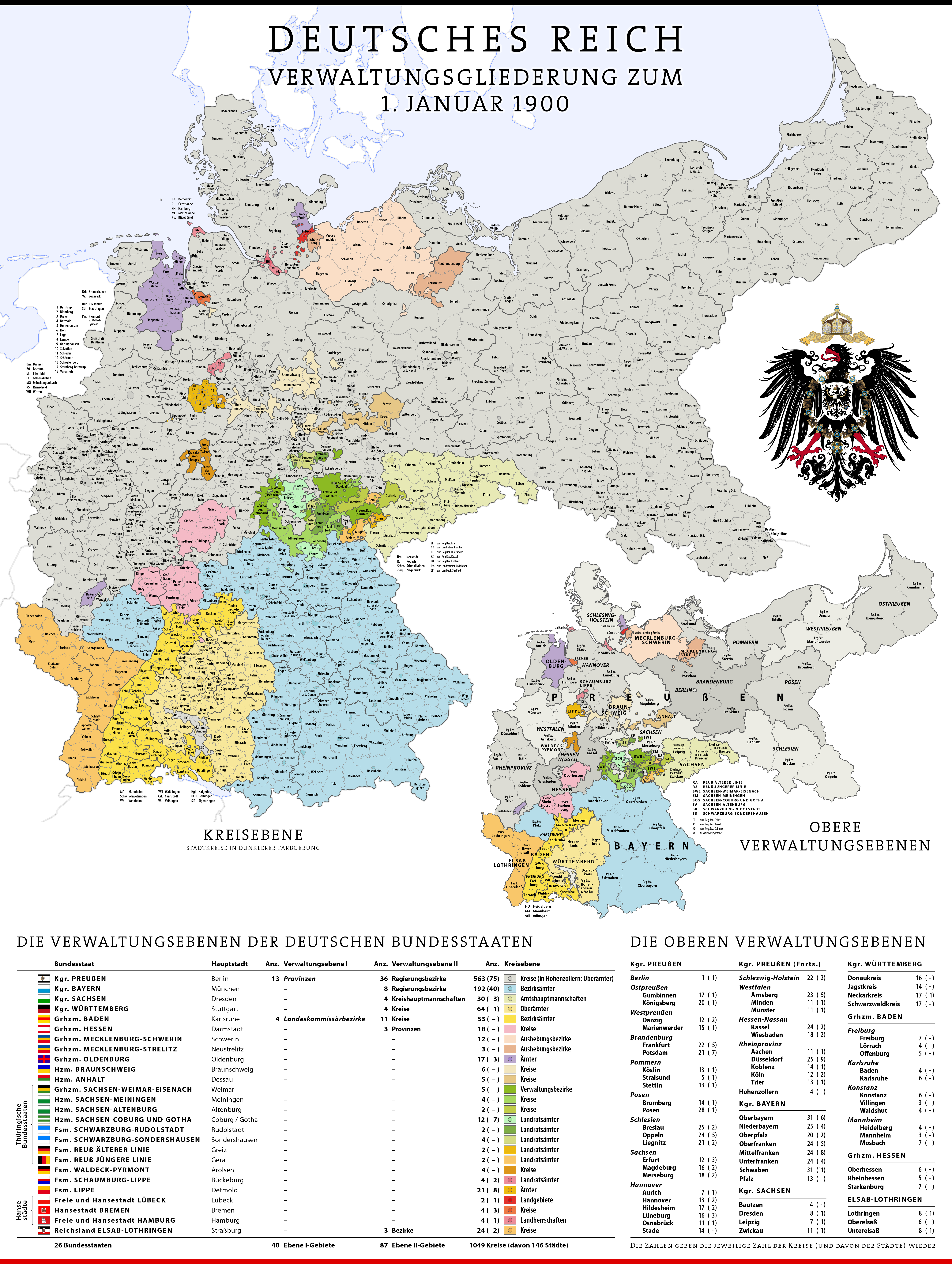
Verwaltungsgliederung auf Kreisebene am 1. Januar 1900

Die Geschichte der Kreisbildung in Deutschland erfasst die Bildung bzw. Gründung der Kreise, also der kreisfreien Städte (Stadtkreise) und Kreise (Landkreise). Innerhalb der Länder sind die Verwaltungsbezirke in alphabetischer Reihenfolge angegeben anstatt der, historisch bedingt, bisweilen von dieser abweichenden offiziellen Reihenfolge (wie es etwa bei den preußischen Provinzen oder bayerischen Regierungsbezirken der Fall war bzw. ist).

## Anhalt
Im Herzogtum Anhalt wurden 1863 sechs Kreise gebildet.
- Kreise: Ballenstedt, Bernburg, Coswig, Dessau, Köthen und Zerbst

Am 1. Januar 1866 wurde der Kreis Coswig in den Kreis Zerbst eingegliedert.

## Baden
→ Hauptartikel: Kreis (Baden) und  Bezirksamt (Baden)
Bereits seit 1810 bestanden in Baden Kreise als Mittelinstanzen der staatlichen Verwaltung. Die den preußischen Kreisen eher vergleichbaren Behörden waren die Bezirksämter, die bis 1864 teilweise auch als Oberamt, Amt, Stadtamt, Landamt oder Stabsamt bezeichnet wurden. Mit dem Gesetz über die Organisation der Inneren Verwaltung vom 5. Oktober 1863 wurden in Baden mit Wirkung vom 1. Oktober 1864 vier Landeskommissärbezirke eingerichtet, die in insgesamt 59 Bezirksämter untergliedert waren. Gleichzeitig wurden die Gemeinden zu insgesamt elf Kreisverbänden zusammengefasst.
- Landeskommissärbezirk Konstanz
  - Kreis Konstanz
    - Bezirksämter: Engen, Konstanz, Meßkirch, Pfullendorf, Radolfzell, Stockach, Überlingen

  - Kreis Villingen
    - Bezirksämter: Donaueschingen, Triberg, Villingen

  - Kreis Waldshut
    - Bezirksämter: Bonndorf, Jestetten, St. Blasien, Säckingen, Waldshut

- Landeskommissärbezirk Freiburg
  - Kreis Freiburg
    - Bezirksämter: Breisach, Emmendingen, Ettenheim, Freiburg, Kenzingen, Neustadt, Staufen, Waldkirch

  - Kreis Lörrach
    - Bezirksämter: Lörrach, Müllheim, Schönau, Schopfheim

  - Kreis Offenburg
    - Bezirksämter: Gengenbach, Kork (ab 1881 Kehl), Lahr, Oberkirch, Offenburg, Wolfach

- Landeskommissärbezirk Karlsruhe
  - Kreis Baden
    - Bezirksämter: Achern, Baden, Bühl, Gernsbach, Rastatt

  - Kreis Karlsruhe
    - Bezirksämter: Bretten, Bruchsal, Durlach, Ettlingen, Karlsruhe, Pforzheim

- Landeskommissärbezirk Mannheim
  - Kreis Mannheim
    - Bezirksämter: Mannheim, Schwetzingen, Weinheim

  - Kreis Heidelberg
    - Bezirksämter: Eppingen, Heidelberg, Sinsheim, Wiesloch

  - Kreis Mosbach
    - Bezirksämter: Adelsheim, Boxberg, Buchen, Eberbach, Mosbach, Tauberbischofsheim, Walldürn, Wertheim

Es wurden zum 1. Mai 1872 die Bezirksämter Kenzingen und Walldürn aufgelöst und das Bezirksamt Kenzingen auf die Bezirksämter Emmendingen und Ettenheim, das Bezirksamt Walldürn auf die Bezirksämter Buchen, Tauberbischofsheim und Wertheim aufgeteilt, die Bezirksämter Boxberg wurde in das Bezirksamt Tauberbischofsheim, Gengenbach in das Bezirksamt Offenburg, Gernsbach in das Bezirksamt Rastatt, Jestetten in das Bezirksamt Waldshut und Radolfzell in das Bezirksamt Konstanz eingegliedert.
Am 1. Oktober 1898 wurde das Bezirksamt Boxberg aus Gemeinden des Bezirksamt Tauberbischofsheim wiedererrichtet.
Am 1. April 1924 wurden 13 Bezirksämter aufgelöst. Bei einer weiteren Reform wurde am 1. Oktober 1936 die Zahl der Bezirksämter um 10 verringert, am 1. April 1937 wurde das Bezirksamt Ettingen in das Bezirksamt Karlsruhe eingegliedert und am 1. April 1938 wurden das Bezirksamt Schopfheim in das Bezirksamt Lörrach, das Bezirksamt Wertheim in das Bezirksamt Tauberbischofsheim und das Bezirksamt Wiesloch in das Bezirksamt Heidelberg eingegliedert. Am 1. April 1939 wurden die Bezirksämter in Landkreise umbenannt und am 29. Juni 1939 wurden die Städte Baden-Baden, Freiburg im Breisgau, Heidelberg, Karlsruhe, Konstanz, Mannheim und Pforzheim aus ihren Landkreisen ausgegliedert und Stadtkreise.

## Bayern
Zum 1. Juli 1862 wurden im Königreich Bayern die Landgerichte bzw. Landkommissariate der Pfalz zur Trennung von Justiz und Verwaltung in Landgerichte für die Justiz (ab 1879: Amtsgerichte) und Bezirksämter für die Verwaltung umgewandelt. Die acht Regierungsbezirke waren nun in Bezirksämter und unmittelbare Städte unterteilt. Die Bezirksämter waren die Vorläufer der heutigen Landkreise. Die Bezeichnung Landkreis führte man erst 1939 ein. Aus den kreisunmittelbaren Städten wurden 1939 dementsprechend kreisfreie Städte.
- Kreis Mittelfranken:
Bezirksämter: Ansbach, Beilngries, Dinkelsbühl, Eichstätt, Erlangen, Feuchtwangen, Fürth, Gunzenhausen, Heilsbronn, Hersbruck, Neustadt an der Aisch, Nürnberg, Rothenburg ob der Tauber, Scheinfeld, Schwabach, Uffenheim und Weißenburg in Bayern
Kreisunmittelbare Städte: Ansbach, Dinkelsbühl, Eichstätt, Erlangen, Fürth, Nürnberg, Rothenburg ob der Tauber und Schwabach, ab 16. Juli 1863 Weißenburg in Bayern
- Kreis Niederbayern:
Bezirksämter: Bogen, Deggendorf, Dingolfing, Eggenfelden, Grafenau, Griesbach, Kelheim, Kötzting, Landau an der Isar, Landshut, Mallersdorf, Passau, Pfarrkirchen, Regen, Rottenburg an der Laaber, Straubing, Viechtach, Vilsbiburg, Vilshofen, Wegscheid und Wolfstein
Kreisunmittelbare Städte: Landshut, Passau und Straubing, seit 1. Oktober 1879 Deggendorf
- Kreis Oberbayern:
Bezirksämter: Aichach, Altötting, Berchtesgaden, Bruck, Dachau, Ebersberg, Erding, Freising, Friedberg, Ingolstadt, Landsberg am Lech, Laufen, Miesbach, Mühldorf, München links der Isar, München rechts der Isar, Pfaffenhofen an der Ilm, Rosenheim, Schongau, Schrobenhausen, Tölz, Traunstein, Wasserburg am Inn, Weilheim in Oberbayern und Werdenfels
Kreisunmittelbare Städte: Freising, Ingolstadt und München, seit 1. April 1870 Rosenheim, seit 1. Juli 1876 Traunstein, 1. Juni 1877 Landsberg am Lech, ab 1. April 1929 Bad Reichenhall
- Kreis Oberfranken:
Bezirksämter: Bamberg I, Bamberg II, Bayreuth, Berneck, Ebermannstadt, Forchheim, Höchstadt an der Aisch, Hof, Kronach, Kulmbach, Lichtenfels, Münchberg, Naila, Pegnitz, Rehau, Stadtsteinach, Staffelstein, Teuschnitz und Wunsiedel
Kreisunmittelbare Städte: Bamberg, Bayreuth und Hof, seit 1. Januar 1889 Forchheim, seit 1. Januar 1890 Kulmbach, seit 1. Juli 1919 Selb, seit 1. Dezember 1919 Marktredwitz, seit 1. Juli 1920 bei Umgliederung nach Bayern Coburg, Neustadt bei Coburg und Rodach bei Coburg (alle ab 1. Juli 1920 bei Umgliederung nach Bayern)
- Kreis Oberpfalz und Regensburg:
Bezirksämter: Amberg, Burglengenfeld, Cham, Eschenbach in der Oberpfalz, Hemau, Kemnath, Nabburg, Neumarkt in der Oberpfalz, Neunburg vorm Wald, Neustadt an der Waldnaab, Regensburg, Roding, Stadtamhof, Sulzbach, Tirschenreuth, Velburg, Vohenstrauß und Waldmünchen
Kreisunmittelbare Städte: Amberg und Regensburg, seit 1. Januar 1903 Neumarkt in der Oberpfalz, ab 1. Januar 1919 Weiden in der Oberpfalz, ab 1. Januar 1920 Schwandorf
- Kreis Pfalz:
Bezirksämter: Bergzabern, Frankenthal, Germersheim, Homburg, Kaiserslautern, Kirchheimbolanden, Kusel, Landau in der Pfalz, Neustadt an der Haardt, Pirmasens, St. Ingbert, Speyer und Zweibrücken
Kreisunmittelbare Städte: seit 1. Januar 1910 Landau in der Pfalz, seit 1. Januar 1920: Frankenthal (Pfalz), Kaiserslautern, Ludwigshafen am Rhein, Neustadt an der Weinstraße, Pirmasens, Speyer und Zweibrücken
- Kreis Schwaben und Neuburg:
Bezirksämter: Dillingen an der Donau, Donauwörth, Füssen, Göggingen, Günzburg, Illertissen, Kaufbeuren, Kempten (Allgäu), Krumbach (Schwaben), Lindau (Bodensee), Memmingen, Mindelheim, Neuburg an der Donau, Neu-Ulm, Nördlingen, Oberdorf, Sonthofen, Wertingen und Zusmarshausen
Kreisunmittelbare Städte: Augsburg, Donauwörth, Kaufbeuren, Kempten (Allgäu), Memmingen, Neuburg an der Donau und Nördlingen, ab 1. April 1872 Günzburg, ab 1. Januar 1878 Dillingen an der Donau, ab 1. März 1891 Neu-Ulm
- Kreis Unterfranken und Aschaffenburg:
Bezirksämter: Alzenau in Unterfranken, Aschaffenburg, Brückenau, Ebern, Gemünden am Main, Gerolzhofen, Gersfeld, Hammelburg, Haßfurt, Karlstadt, Kissingen, Kitzingen, Königshofen im Grabfeld, Lohr am Main, Marktheidenfeld, Mellrichstadt, Miltenberg, Neustadt an der Saale, Obernburg am Main, Ochsenfurt, Schweinfurt, Volkach und Würzburg
Kreisunmittelbare Städte: Aschaffenburg, Schweinfurt und Würzburg, ab 1. August 1870 Kitzingen, ab 1. Januar 1908 Bad Kissingen

## Braunschweig
Das Herzogtum Braunschweig wurde mit Wirkung vom 1. Januar 1833 in Kreise eingeteilt.
- Kreise: Blankenburg, Braunschweig, Gandersheim, Helmstedt, Holzminden und Wolfenbüttel

Am 1. April 1925 schied die Landeshauptstadt Braunschweig aus dem Kreis Braunschweig aus und wurde kreisfrei. 1939 wurden die Kreise zu Landkreisen. Durch einen Gebietsaustausch kamen am 1. November 1941 der Stadtkreis Goslar und der Landkreis Goslar von der preußischen Provinz Hannover aus dem Regierungsbezirk Hildesheim an das Land Braunschweig, die Stadt Goslar blieb kreisfrei. Der Landkreis Holzminden kam an die preußische Provinz Hannover.

## Bremen
Am 15. Juni 1817 wurden im Bremer Landgebiet neben der Stadt Bremen anstelle der vier Gohen zwei Landherr(n)schaften gebildet.
- Landherrschaften: Landherrschaft am linken Weserufer, Landherrschaft am rechten Weserufer
Selbstständige Stadt: Bremen

Am 18. Oktober 1851 wurde Bremerhaven aus der Landherrschaft am rechten Weserufer ausgegliedert und zur selbständigen Stadt. Am 1. Januar 1852 kam ein Teil der Gemeinde Vegesack zur Stadt und wurde innerhalb des Stadtstaates Freie Hansestadt Bremen eine selbständige Stadt. Am 9. Februar 1874 wurden die beiden Landherrschaften am linken Weserufer und am rechten Weserufer zum Landkreis Bremen zusammengeschlossen. Am 1. April 1938 wurde die selbständige Stadt Vegesack in den Landkreis Bremen eingegliedert. Am 1. November 1939 wurde die selbständige Stadt Bremerhaven aus dem Land Freie Hansestadt Bremen in die preußische Provinz Hannover in den Stadtkreis Wesermünde eingegliedert. Der Hafen Bremerhaven wurde in die Stadt Bremen eingegliedert. Gleichzeitig wurde die Stadt Bremen um Gemeinden der Landkreise Bremen (Bremen), Osterholz und Verden (Hannover) vergrößert. Am 1. Dezember 1945 wurde der Landkreis Bremen in die Stadt Bremen eingegliedert. Am 1. Januar 1947 wurde die kreisfreie Stadt Wesermünde in Bremerhaven umbenannt. Bremerhaven wurde von Niedersachsen an das Land Bremen umgegliedert.

## Elsaß-Lothringen
Die Kreise Elsaß-Lothringens wurden 1872 unter Aufhebung der bisherigen französischen Arrondissements, auf Grundlage der Kantone neu gebildet.
- Bezirk Lothringen:
Landkreis: Metz
Kreise: Bolchen, Château-Salins, Diedenhofen, Forbach, Saarburg, Saargemünd
Stadtkreis: Metz
- Bezirk Oberelsaß:
Kreise: Altkirch, Colmar, Gebweiler, Mülhausen, Rappoltsweiler und Thann
- Bezirk Unterelsaß:
Landkreis: Straßburg
Kreise: Erstein, Hagenau, Molsheim, Schlettstadt, Weißenburg und Zabern
Stadtkreis: Straßburg

Mit dem Waffenstillstand am Ende des Ersten Weltkrieges am 11. November 1918 wurde Elsass-Lothringen Frankreich eingegliedert. Im Friedensvertrag von Versailles vom 28. Juni 1919 in Kraft getreten am 10. Januar 1920 wurde die Abtretung Elsass-Lothringens an Frankreich bestätigt.
Nach der deutschen Besetzung Frankreichs im Westfeldzug 10. Mai bis 22. Juni 1940 wurde im Waffenstillstand von Compiègne vom 22. Juni 1940 Elsass-Lothringen vom Deutschen Reich am 1. Oktober 1940 annektiert.
Nach dem Ende des Zweiten Weltkriegs 1945 wurde Elsass-Lothringen wieder nach Frankreich zurückgegliedert.

## Hamburg
Das Hamburger Landgebiet wurde seit dem 15. Jahrhundert in Landherrenschaften gegliedert, die man in etwa mit heutigen Landkreisen vergleichen kann:
- Landherrenschaft von Bill- und Ochsenwärder
- Landherrenschaft Hamburger Berg
- Landherrenschaft Hamm und Horn
- Landherrenschaft der Walddörfer.

Hinzu kamen umfangreiche Besitztümer der Hamburger Klöster und Hospitäler, die seit der Reformation ebenfalls vom Hamburger Senat bzw. dem Kollegium der Oberalten kontrolliert wurden. Nach Neugliederungen 1830 und 1874 gliederte sich das Landgebiet im Staate Hamburg in vier Landherrenschaften:
- Landherrenschaft Bergedorf
- Landherrenschaft der Geestlande
- Landherrenschaft der Marschlande und
- Landherrenschaft Ritzebüttel

Die Stadt Hamburg bestand zunächst aus den heutigen Stadtteilen Alt- und Neustadt. Nach und nach wurden die Vorstädte aus den Landherrenschaften ausgegliedert. Am 22. Juni 1894 wurden die Vorstadt St. Pauli und die Vororte in die Hansestadt Hamburg eingemeindet. 1924 schieden auch Bergedorf, Cuxhaven und Geesthacht als weitere Städte aus dem Landgebiet aus. Daraufhin wurden die vier Landherrenschaften zu einer zusammengefasst, die ab 1937 als Landgebiet Hamburg bezeichnet wurde und 1938 bei der Bildung der Einheitsgemeinde aufgelöst wurde. Die durch das Groß-Hamburg-Gesetz 1937 in das Gebiet des Landes Hamburg eingegliederten kreisangehörigen preußischen Gemeinden aus den Kreisen Landkreis Harburg, Pinneberg, Stormarn und Stade wurden kurzzeitig zu einem Landkreis Hamburg zusammengefasst, der ebenfalls schon 1938 bei der Bildung der Einheitsgemeinde aufgelöst wurde. Am 1. April 1937 kamen die preußischen Stadtkreise Altona, Bergedorf, Harburg-Wilhelmsburg und Wandsbek als Selbständige Städte an das Land Freie und Hansestadt Hamburg. Die selbständige Stadt Cuxhaven wurde als Stadtkreis an die preußische Provinz Hannover und die Stadt Geesthacht wurde an den Kreis Herzogtum Lauenburg in der preußischen Provinz Schleswig-Holstein umgegliedert. Am 1. April 1938 wurden die selbständigen Städte Altona, Bergedorf, Harburg-Wilhelmsburg und Wandsbek und die Gemeinden des Landkreises Hamburg in die Stadt Hamburg eingemeindet. Der Landkreis Hamburg wurde aufgelöst.

## Hessen
Die Provinzen Oberhessen und Starkenburg im Großherzogtum Hessen wurden 1821/22 in Landratsbezirke eingeteilt. Diese wurden 1832 neu in Kreise und Landratsbezirke eingeteilt. Die Provinz Rheinhessen wurde 1835 in Kreise eingeteilt. Am 31. Juli 1848 wurden die Provinzen, Kreise und Landratsbezirke zugunsten der Errichtung von elf Regierungsbezirken abgeschafft. Diese Reform wurde jedoch am 12. Mai 1852 rückgängig gemacht. Die frühere Gliederung in Provinzen wurde wiederhergestellt und es wurde eine nunmehr flächendeckende Einteilung in Kreise geschaffen.

### Provinz Oberhessen
- Kreise: Alsfeld, Biedenkopf, Büdingen, Friedberg, Gießen, Grünberg, Lauterbach, Nidda, Schotten, Vilbel und Vöhl

### Provinz Rheinhessen
- Kreise: Alzey, Bingen, Mainz, Oppenheim und Worms

### Provinz Starkenburg
- Kreise: Bensheim, Darmstadt, Dieburg, Erbach, Groß-Gerau, Heppenheim, Lindenfels, Neustadt, Offenbach und Wimpfen

Am 4. Februar 1867 wurden die Kreise Biedenkopf und Vöhl in die preußische Provinz Hessen-Nassau umgegliedert.
Am 1. Juli 1874 wurden 6 Kreise in Hessen-Darmstadt aufgelöst. Am 1. November 1938 wurden 3 Kreise aufgelöst. Die Städte Darmstadt, Gießen, Mainz, Offenbach am Main und Worms wurden aus den Kreisen ausgegliedert und kreisfreie Städte. Ab 1. April 1939 hießen die Kreise Landkreise.

## Kurhessen
Am 21. August 1821 wurde Kurhessen in 22 Kreise eingeteilt. Am 31. Oktober 1848 wurden die Kreise zugunsten der Errichtung von 21 Verwaltungsämtern in neun Bezirken abgeschafft. Diese Reform wurde jedoch am 15. September 1851 rückgängig gemacht. Die früheren Kreise wurden wiederhergestellt.

### Provinz Fulda
- Kreise: Fulda, Herrschaft Schmalkalden, Hersfeld und Hünfeld

### Provinz Hanau
- Kreise: Gelnhausen, Hanau, Salmünster und Schlüchtern

### Provinz Niederhessen
- Kreise: Eschwege, Fritzlar, Hofgeismar, Homberg, Kassel, Melsungen, Rotenburg, Schaumburg, Witzenhausen und Wolfhagen

### Provinz Oberhessen
- Kreise: Frankenberg, Kirchhain, Marburg und Ziegenhain

Nach dem Deutschen Krieg 1866 wurde Kurhessen vom Königreich Preußen annektiert und der preußischen Provinz Hessen-Nassau angegliedert.

## Lippe
Im Jahr 1816 war Lippe in elf Ämter und acht selbstständige Städte gegliedert.
- Ämter: Blomberg, Brake, Detmold mit den Vogteien Falkenberg, Heiden und Lage, Horn mit der Vogtei Schlangen, Lipperode, Oerlinghausen, Schieder, Schötmar, Schwalenberg, Sternberg-Barntrup und Varenholz mit den Vogteien Hohenhausen und Langenholzhausen
Selbstständige Städte: Barntrup, Blomberg, Detmold, Horn, Lage, Lemgo, Lippstadt (Kondominium mit Preußen) und Salzuflen

Am 23. Juli 1879 wurden die inzwischen 13 Ämter aufgelöst und es wurden 5 Verwaltungsämter gebildet.
- Verwaltungsämter: Detmold aus den Ämtern Detmold, Lage und Horn, Lipperode-Cappeln aus dem Amt Lipperode, Blomberg aus den Ämtern Blomberg, Schieder und Schwalenberg ohne den Flecken Schwalenberg, Brake aus den Ämtern Brake, Sternberg-Barntrup, Hohenhausen und Varenholz sowie Schötmar aus den Ämtern Schötmar und Oerlinghausen
Selbständige Städte: Barntrup, Blomberg, Detmold, Horn, Lage, Lemgo, Salzuflen und Flecken Schwalenberg, seit 1906 Stadt

Am 1. November 1927 wurden die 5 Verwaltungsämter aufgelöst und es wurden 4 Landratsämter gebildet.
- Landratsämter: Detmold aus den Verwaltungsämtern Detmold und Lipperode-Cappeln, Blomberg aus dem Verwaltungsamt Blomberg, Brake aus dem Verwaltungsamt Brake und Schötmar aus dem Verwaltungsamt Schötmar
Selbständige Städte: Barntrup, Blomberg, Detmold, Horn, Lage, Lemgo, Oerlinghausen (seit 1926), Bad Salzuflen und Schötmar (seit 1921)

Am 1. April 1932 wurden die Landratsämter aufgelöst und 2 Kreise gebildet.
- Kreise: Detmold aus den Landratsämtern Detmold und Blomberg und den selbständigen Städten Lage, Horn, Blomberg und Schwalenberg, Lemgo aus den Landratsämtern Brake und Schötmar (ab 1933 auch der Stadt Schötmar nach Trennung von der Stadt Bad Salzuflen) und den selbständigen Städten Barntrup und Oerlinghausen
kreisfreie Städte: Detmold (bis 1. April 1934), Lemgo (bis 1. April 1934) und Bad Salzuflen (bis 1. April 1934)

Am 1. April 1934 wurden die kreisfreien Städte Detmold in den Kreis Detmold und Lemgo und Bad Salzuflen in den Kreis Lemgo eingegliedert.

## Lübeck
Das Gebiet des Landes Lübeck war zum Beginn des 19. Jahrhunderts in drei Verwaltungseinheiten gegliedert.
- Landgebiet: Landgebiet außerhalb der Landwehr, Landgebiet innerhalb der Landwehr
Selbstständige Stadt: Lübeck

Am 1. Januar 1852 wurde das Land Hansestadt Lübeck in das Stadtamt Lübeck, Landamt Lübeck und Amt Travemünde eingeteilt.
1871 wurden das Stadtamt und das Landamt Lübeck zum Stadt- und Landamt Lübeck zusammengelegt. 1879 wurde das Amt Travemünde in das Stadt- und Landamt Lübeck eingegliedert. 1913 wurde die Gemeinde Travemünde in die Stadt Lübeck eingemeindet.
Am 1. April 1937 wurde die Stadt Lübeck als Stadtkreis in die preußische Provinz Schleswig-Holstein eingegliedert. Es wurde der Kreis Eutin aus dem Oldenburger Landesteil Lübeck und Gemeinden des Landes Lübeck in der preußischen Provinz Schleswig-Holstein gebildet. Einige Gemeinden des Landes Lübeck kamen an den Kreis Herzogtum Lauenburg und an den Landkreis Schönberg in Mecklenburg.

## Mecklenburg

### Mecklenburg-Schwerin
1815 wurde das Land in Ämter und freie Städte eingeteilt.
- Domanialämter: Boizenburg, Bukow, Bützow-Rühn, Crivitz, Dargun-Gnoien-Neukalen, Doberan, Dömitz, Gadebusch, Goldberg-Plau, Grabow-Eldena, Grevesmühlen, Güstrow, Hagenow-Toddin-Bakendorf, Lübz-Marnitz, Mecklenburg, Neukloster, Neustadt, Redentin, Rehna, Ribnitz, Rossewitz, Schwaan, Schwerin, Stavenhagen, Toitenwinkel, Warin-Sternberg-Tempzin, Wismar-Poel, Wittenburg-Walsmühlen, Wredenhagen und Zarrentin
Städte: Boizenburg, Brüel, Bützow, Crivitz, Doberan, Dömitz, Gadebusch, Gnoien, Goldberg, Grabow, Grevesmühlen, Güstrow, Hagenow, Krakow, Kröpelin, Laage, Lübz, Ludwigslust, Malchin, Malchow, Marlow, Neubukow, Neukalen, Neustadt in Mecklenburg, Parchim, Penzlin, Plau, Rehna, Ribnitz, Röbel, Rostock, Schwaan, Schwerin, Stavenhagen, Sternberg, Sülze, Tessin, Teterow, Waren, Warin, Wismar und Wittenburg

Nach dem Ende der Monarchie im November 1918 wurden die Domanialämter zu Ämtern. Bei der Kreisreform am 1. April 1921 wurden 38 freie Städte in Ämter eingegliedert, 7 Ämter wurden aufgelöst, es blieben 4 freie Städte übrig, die zu selbständigen Stadtbezirken Güstrow, Rostock, Schwerin und Wismar wurden. Am 11. November 1925 wurde die Zahl der Ämter von 17 auf 10 verringert.

### Mecklenburg-Strelitz
1815 wurde das Land in Ämter und freie Städte eingeteilt.

#### Fürstentum Ratzeburg
Das Fürstentum Ratzeburg wurde verwaltungsrechtlich nicht weiter unterteilt.

#### Strelitz
- Domänenämter: Feldberg, Mirow, Stargard und Strelitz
Städte: Friedland, Fürstenberg, Neubrandenburg, Neustrelitz, Stargard, Strelitz, Wesenberg und Woldegk

Im November 1918 beim Ende der Monarchie wurden die Domänenämter zu Ämtern. Am 1. Februar 1919 wurde die Stadt Schönberg aus dem Fürstentum Ratzeburg ausgegliedert und freie Stadt. Am 1. Oktober 1919 wurden die Städte Feldberg (Mecklenburg) und Mirow aus den Ämtern Feldberg und Mirow ausgegliedert und freie Städte. Am 16. Februar 1920 wurden die Ämter Feldberg und Mirow mit dem Amt Strelitz zusammengeschlossen. Fürstentum Ratzeburg wurde in Amt Schönberg umbenannt. Am 1. Oktober 1931 wurde die freie Stadt Strelitz in die freie Stadt Neustrelitz eingegliedert.

### Mecklenburg
Mit der Fusion der bisherigen Länder Mecklenburg-Schwerin und Mecklenburg-Strelitz 1934 wurde das Land neu in Ämter (später Landkreise) und Stadtkreise gegliedert.
- Ämter: Güstrow, Hagenow, Ludwigslust, Malchin, Parchim, Rostock, Schönberg (Mecklenburg), Schwerin (Mecklenburg), Stargard, Waren und Wismar
Stadtkreise: Güstrow, Neubrandenburg, Neustrelitz, Rostock, Schwerin und Wismar

## Nassau
Nassau wurde am 1. Juli 1816 in 28 Ämter unterteilt. Am 4. April 1849 wurden die Ämter zugunsten der Errichtung von zehn Kreisämtern abgeschafft. Diese Reform wurde jedoch am 1. Oktober 1854 rückgängig gemacht. Die früheren Ämter wurden wiederhergestellt.
- Ämter: Braubach, Diez, Dillenburg, Eltville, Hachenburg, Hadamar, Herborn, Hochheim, Höchst, Idstein, Königstein, Langen-Schwalbach, Limburg, Marienberg, Montabaur, Nassau, Nastätten, Reichelsheim, Rennerod, Rüdesheim, Runkel, St. Goarshausen, Selters, Usingen, Wallmerod (bis 1831 Meudt), Wehen, Weilburg und Wiesbaden
- Kreisämter: Hachenburg, Hadamar, Herborn, Höchst, Idstein, Langen-Schwalbach, Limburg, Nassau, Rüdesheim, Wiesbaden und Reichelsheim

Nach dem Deutschen Krieg 1866 wurde Nassau vom Königreich Preußen annektiert und der preußischen Provinz Hessen-Nassau angeschlossen.

## Oldenburg

### Landesteil Birkenfeld
Das Fürstentum Birkenfeld war von 1817 bis 1879 in die drei Ämter Birkenfeld, Nohfelden und Oberstein gegliedert. 1919 wurde aus dem Fürstentum Birkenfeld der Landesteil Birkenfeld, aus dem am 1. April 1937 der Kreis Birkenfeld in der preußischen Rheinprovinz wurde.

### Landesteil Lübeck
Das Fürstentum Lübeck war bis 1843 in die Stadt Eutin sowie in die Ämter Eutin, Großvogtei, Kaltenhof und Kollegiatstift untergliedert; von 1843 bis 1879 nur noch in die Ämter Eutin, Schwartau und (ab 1867) Ahrensbök. 1919 wurde das Fürstentum Lübeck zum Landesteil Lübeck, aus dem am 1. April 1937 der Kreis Eutin in der preußischen Provinz Schleswig-Holstein wurde.

### Landesteil Oldenburg
1814 wurden die Verwaltungsstrukturen im Herzogtum Oldenburg grundlegend reformiert und das Land in Kreise und Ämter gegliedert. Die Kreise dienten als Gerichtsbezirke, während die Ämter für die allgemeine Verwaltung zuständig waren. Verwaltungstechnische Sonderformen bildeten anfänglich die Herrschaft Kniphausen (ab 1854 Amt Kniphausen) und die Herrlichkeit Dinklage (1826 zum Amt Steinfeld). 1824 bestand die folgende Verwaltungsgliederung:
- Kreis Oldenburg mit der Stadt Oldenburg sowie den Ämtern Oldenburg, Elsfleth und Zwischenahn
- Kreis Neuenburg mit den Ämtern Bockhorn, Rastede, Varel und Westerstede
- Kreis Ovelgönne mit den Ämtern Abbehausen, Brake, Burhave, Landwürden und Rodenkirchen
- Kreis Delmenhorst mit den Ämtern Berne, Delmenhorst, Ganderkesee und Wildeshausen
- Kreis Vechta mit den Ämtern Damme, Steinfeld und Vechta sowie der Herrlichkeit Dinklage
- Kreis Cloppenburg mit den Ämtern Cloppenburg, Friesoythe und Löningen
- Kreis Jever mit der Stadt Jever, den Ämtern Jever, Minsen und Tettens sowie der Herrschaft Kniphausen.

Die Einteilung in Kreise wurde 1858 aufgehoben. Städte I. Klasse aus den Ämtern ausgegliedert. Städte I. Klasse waren Oldenburg (Oldb) 15. Juli 1817 – 11. Aug. 1833, ab 1. Juli 1855, Varel 10. Dez. 1857 bis 26. Apr. 1933, Delmenhorst seit 24. Febr. 1903 Rüstringen (Stadt) 28. Mai 1919 bis 31. März 1937, Jever 1. Mai 1856 bis 26. Apr. 1933, Wilhelmshaven seit 1. Apr. 1937 bei Umgliederung von der preußischen Provinz Hannover zum Land Oldenburg. Die Anzahl der Ämter wurde schrittweise, zuletzt 1933, auf sechs reduziert. Die Ämter Ammerland, Cloppenburg, Friesland, Oldenburg, Vechta und Wesermarsch wurden 1939 zu Landkreisen und die Städte I. Klasse zu Stadtkreisen.

## Preußen
Im 17. Jahrhundert wurden in der Mark Brandenburg Verwaltungseinheiten herausgebildet, die als Landrätliche Kreise bezeichnet wurden. Räumlich orientierten sie sich an den bisherigen Bezirken der Landreiter. Sie dienten unter anderem dem in Selbstverwaltung erfolgenden Steuereinzug beim grundherrlichen Adel und der Bevölkerung des „platten Landes“. Der im Kreis ansässige Adel bildete den Kreistag, der das Präsentationsrecht für den Landtag hatte. Dieses Modell wurde mit Modifikationen (so gab es in den 10 Kreisen Ostpreußens keine Kreistage) im 18. Jahrhundert auf die anderen Teile Preußens ausgeweitet. 1742 wurde 48 Kreise in Schlesien geschaffen, 1753 folgte die Bildung der Kreise Kleve, Wesel, Emmerich, Hamm, Hörde, Wetter und Altena für das Herzogtum Kleve und die Grafschaft Mark.
Nach dem Wiener Kongress 1815 wurde der Staat Preußen mit der Verordnung wegen verbesserter Einrichtung der Provinzialbehörden vom 30. April 1815 in zehn Provinzen eingeteilt, die mit Ausnahme von Ostpreußen, Westpreußen und Posen als Verwaltungseinheiten Preußens zum Territorium des Deutschen Bundes zählten. Die Provinzen wurden in Regierungsbezirke und diese wiederum in Kreise und kreisfreie Städte eingeteilt.

### Provinz Brandenburg
Die neue Provinz Brandenburg wurde durch die Verordnung wegen verbesserter Einrichtung der Provinzialbehörden vom 30. April 1815 in drei Regierungsbezirke eingeteilt.
- Regierungsbezirk Potsdam

Der Regierungsbezirk Potsdam wurde 1815 aus dem größten Teil der alten Kurmark sowie einigen von Kursachsen hinzugewonnenen Gebieten gebildet. Die meisten der alten brandenburgischen Kreise erfüllten nicht die neuen Anforderungen bezüglich Einwohnerzahl und Fläche, so dass eine flächendeckende und umfangreiche Kreisreform durchgeführt wurde, die im März 1816 verkündet wurde und am 1. Januar 1817 vollständig in Kraft trat. Die Prignitz wurde in zwei neue und die Uckermark in drei neue Kreise gegliedert. In der Mittelmark wurde der alte Havelländische Kreis zweigeteilt, während die alten Kreise Niederbarnim, Oberbarnim und Ruppin neu abgegrenzt wurden. Im Süden des Regierungsbezirks wurden die neuen Kreise Teltow-Storkow, Zauch-Belzig und Jüterbog-Luckenwalde gebildet. Die Stadt Potsdam blieb kreisfrei.

Kreise: Angermünde, Jüterbog-Luckenwalde, Niederbarnim, Oberbarnim, Osthavelland, Ostprignitz, Prenzlau, Ruppin, Teltow-Storkow, Templin, Westhavelland, Westprignitz und Zauch-Belzig
Kreisfreie Stadt: Potsdam
- Regierungsbezirk Frankfurt

Der Regierungsbezirk Frankfurt wurde 1815 aus dem größten Teil der Neumark (ohne die Kreise Dramburg und Schivelbein, die zur Provinz Pommern kamen) sowie der Niederlausitz und weiteren ehemals kursächsischen Gebieten gebildet. Die alte Kreisgliederung der Neumark blieb zu einem großen Teil erhalten, mit den Kreisen Cüstrin und Frankfurt wurden aber zwei zusätzliche Kreise gebildet. Der Kreis Züllichau wurde um den bis dahin schlesischen Kreis Schwiebus vergrößert. Zum Regierungsbezirk Frankfurt trat auch der bis dahin kurmärkische Kreis Lebus. Auch die historische Kreisgliederung des Markgraftums Niederlausitz wurde weitgehend beibehalten, es wurde nur der neue Kreis Sorau vom Kreis Guben abgespalten. Fast alle alten Kreis erfuhren kleinere Grenzänderungen zu ihrer Arrondierung. Die neue Kreiseinteilung trat am 25. März 1816 in Kraft.

Kreise: Arnswalde, Calau, Cottbus, Crossen, Cüstrin, Frankfurt, Friedeberg, Guben, Königsberg, Landsberg, Lebus, Lübben, Luckau, Soldin, Sorau, Spremberg-Hoyerswerda, Sternberg und Züllichau
- Regierungsbezirk Berlin

Der mit Wirkung vom 25. März 1816 eingerichtete Regierungsbezirk Berlin umfasste die kreisfreie Stadt Berlin sowie die umliegenden Gebiete, die zu ihrem Polizeibezirk gehörten.

### Provinz Großherzogtum Niederrhein
Die Provinz bildete ab dem 22. Juni 1822 zusammen mit der Provinz Jülich-Cleve-Berg die Rheinprovinz.
- Regierungsbezirk Aachen:
Durch eine Verordnung der Regierung in Aachen vom 24. April 1816 wurde der Regierungsbezirk mit Wirkung vom 1. Mai 1816 in zwölf Landkreise und einen Stadtkreis gegliedert.[14][15]
Landkreis: Aachen
Kreise: Blankenheim, Düren, Erkelenz, Eupen, Geilenkirchen, Gemünd, Heinsberg, Jülich, Malmedy, Montjoie und St. Vith
Stadtkreis: Aachen
- Regierungsbezirk Koblenz:
Durch eine Verordnung der Regierung in Koblenz vom 14. Mai 1816 wurde der Regierungsbezirk mit Wirkung vom 20. Mai 1816 zunächst in 16 Kreise eingeteilt, wobei sowohl ein Stadt- als auch ein Landkreis Koblenz separat genannt wurden.[16] Für Stadt- und Landkreis wurde allerdings ein gemeinsamer kommissarischer Landrat eingesetzt, der 1817 zum amtlichen Landrat des nunmehr vereinigten Kreises Koblenz ernannt wurde.[17] Danach bestanden im Regierungsbezirk 15 Kreise.
Kreise: Adenau, Ahrweiler, Altenkirchen, Braunfels, Koblenz, Cochem, Kreuznach, Linz, Mayen, Neuwied, Sankt Goar, Siegen, Simmern, Wetzlar und Zell
- Regierungsbezirk Trier:
Durch eine Verordnung der Regierung in Trier vom 22. April 1816 wurde der Regierungsbezirk in elf Landkreise und einen Stadtkreis gegliedert.
Landkreis: Trier
Kreise: Bernkastel, Bitburg, Daun, Merzig, Ottweiler, Prüm, Saarbrücken, Saarburg, Saarlouis und Wittlich
Stadtkreis: Trier

### Provinz Hannover
Nach der Annexion des Königreichs Hannover durch Preußen im Jahre 1866 blieb in der neugebildeten Provinz Hannover die historische Verwaltungsgliederung in Ämter und selbstständige Städte zunächst bestehen; neben diesen wurden jedoch mit Verordnung vom 12. September 1867 auch Kreise (auch Steuerkreise genannt) gebildet, die der Finanz- und Militärverwaltung dienten und zugleich die Bezirke der kreisständischen Vertretungen umschrieben. Diese parallele Verwaltungsstruktur hatte bis 1885 Bestand. Mit der Kreisordnung vom 1. April 1885 wurden Stadt- und Landkreise wie im übrigen Preußen gebildet:
- Regierungsbezirk Aurich:
Landkreis: Emden
Kreis: Aurich, Leer, Norden, Weener und Wittmund
Stadtkreis: Emden
- Regierungsbezirk Hannover:
Landkreis: Hannover
Kreise: Diepholz, Hameln, Hoya, Linden, Neustadt am Rübenberge, Nienburg, Springe, Stolzenau, Sulingen und Syke
Stadtkreis: Hannover
- Regierungsbezirk Hildesheim:
Landkreise: Göttingen und Hildesheim
Kreise: Alfeld, Duderstadt, Einbeck, Goslar, Gronau, Ilfeld, Marienburg, Münden, Northeim, Osterode, Peine, Uslar und Zellerfeld
Stadtkreise: Göttingen und Hildesheim
- Regierungsbezirk Lüneburg:
Landkreise: Celle, Harburg und Lüneburg
Kreise: Bleckede, Burgdorf, Dannenberg, Fallingbostel, Gifhorn, Isenhagen, Lüchow, Soltau, Uelzen und Winsen
Stadtkreise: Celle, Harburg und Lüneburg
- Regierungsbezirk Osnabrück:
Landkreis: Osnabrück
Kreise: Aschendorf, Bersenbrück, Grafschaft Bentheim, Hümmling, Iburg, Lingen, Melle, Meppen und Wittlage
Stadtkreis: Osnabrück
- Regierungsbezirk Stade:
Kreise: Achim, Blumenthal, Bremervörde, Geestemünde, Hadeln, Jork, Kehdingen, Lehe, Neuhaus an der Oste, Osterholz, Rotenburg, Stade, Verden und Zeven

### Provinz Hessen-Nassau
Nach der Eingliederung in Preußen wurde die Provinz durch Verordnung vom 22. Februar 1867 neu gegliedert.
- Regierungsbezirk Cassel:
Landkreis: Cassel
Kreise: Eschwege, Frankenberg mit dem Verwaltungsbezirk Vöhl, Fritzlar, Fulda, Gelnhausen, Gersfeld, Hanau, Hersfeld, Hofgeismar, Homberg, Hünfeld, Kirchhain, Marburg, Melsungen, Rinteln, Rotenburg, Schlüchtern, Schmalkalden, Witzenhausen, Wolfhagen und Ziegenhain
Stadtkreis: Cassel
- Regierungsbezirk Wiesbaden:
Landkreis: Wiesbaden
Kreise: Biedenkopf, Dillkreis, Oberlahnkreis, Obertaunuskreis, Oberwesterwaldkreis, Rheingaukreis, Unterlahnkreis, Untertaunuskreis und Unterwesterwaldkreis
Stadtkreise: Frankfurt und Wiesbaden

### Hohenzollernsche Lande
In den Hohenzollernschen Landen wurden am 7. Oktober 1925 aus den vier Oberämtern Gammertingen, Haigerloch, Hechingen und Sigmaringen die beiden Kreise Hechingen und Sigmaringen gebildet.

### Provinz Jülich-Cleve-Berg
Die Provinz bildete ab dem 22. Juni 1822 zusammen mit der Provinz Großherzogtum Niederrhein die Rheinprovinz.
- Regierungsbezirk Kleve:
Im preußischen Herzogtum Kleve waren nach brandenburgischem Vorbild 1753 die drei landrätlichen Kreise Kleve, Emmerich und Wesel eingerichtet worden, die bis zur Franzosenzeit bestanden.[21][22] Durch eine Verordnung der Regierung in Kleve vom 23. April 1816 wurde der Regierungsbezirk Kleve mit Wirkung vom 1. Mai 1816 in sechs neue Kreise gegliedert.[23]
Kreise: Kleve, Dinslaken, Geldern, Kempen, Rees und Rheinberg
- Regierungsbezirk Köln:
Durch eine Verordnung der Regierung in Köln vom 22. April 1816 wurde der Regierungsbezirk mit Wirkung vom 1. Mai 1816 zunächst in zehn Landkreise und einen Stadtkreis eingeteilt. Nachträglich wurden bis zum Juli 1816 zusätzlich noch die Kreise Gimborn und Homburg gebildet.[15][24]
Landkreis: Köln
Kreise: Bergheim, Bonn, Gimborn, Homburg, Lechenich, Mülheim, Rheinbach, Siegburg, Uckerath, Waldbröl und Wipperfürth
Stadtkreis: Köln
- Regierungsbezirk Düsseldorf:
Durch eine Verordnung der Regierung in Düsseldorf vom 24. April 1816 wurde der Regierungsbezirk in elf Landkreise und einen Stadtkreis eingeteilt.[25]
Landkreis: Düsseldorf
Kreise: Elberfeld, Essen, Gladbach, Grevenbroich, Krefeld, Lennep, Mettmann, Neuß, Opladen und Solingen
Stadtkreis: Düsseldorf

### Provinz Ostpreußen
Das 1525 gegründete Herzogtum Preußen war ursprünglich in die drei „Kreise“ Samland, Natangen und Oberland eingeteilt, die wiederum aus Hauptämtern bestanden. Diese Kreise dienten hauptsächlich ständischen Angelegenheiten; bedeutsamer für die allgemeine Verwaltung waren die Hauptämter. König Friedrich II. gliederte den Landesteil 1752 nach brandenburgischem Vorbild in landrätliche Kreise, wobei jeweils mehrere alte Hauptämter zu einem Kreis zusammengefasst wurden. Dabei entstanden die Kreise  Schaaken, Tapiau, Insterburg, Brandenburg, Rastenburg, Seehesten, Oletzko, Mohrungen, Marienwerder und Neidenburg. Die Landräte der neuen Kreise sollten in für ihren jeweiligen Kreis die Gegenstände des Geschäftskreises der Kriegs- und Domänenkammern wahrnehmen.
Seit den preußischen Gebietsgewinnen im Rahmen der ersten Polnischen Teilung von 1772 wurde das historische Herzogtum Preußen zur Unterscheidung von Westpreußen als Ostpreußen bezeichnet. Der Kreis Marienwerder wurde von Ostpreußen an Westpreußen abgegeben, während das von Ostpreußen hinzugewonnene Ermland in die zwei Kreise Braunsberg und Heilsberg gegliedert wurde. Im Rahmen der seit 1807 durchgeführten preußischen Verwaltungsreformen ergab sich mit der „Verordnung wegen verbesserter Einrichtung der Provinzialbehörden“ vom 30. April 1815 die Notwendigkeit einer umfassenden Kreisreform in den beiden Regierungsbezirken der Provinz Ostpreußen, da sich die im 18. Jahrhundert eingerichteten Kreise als unzweckmäßig und zu groß erwiesen hatten.
- Regierungsbezirk Gumbinnen:
Im Regierungsbezirk Gumbinnen wurden am 1. September 1818 fünfzehn neue Kreise   eingerichtet:[31]
Kreise: Angerburg, Darkehmen, Goldap, Gumbinnen, Heydekrug, Insterburg, Johannisburg, Lötzen, Lyck, Niederung, Pillkallen, Ragnit, Sensburg, Stallupönen und Tilsit

- Regierungsbezirk Königsberg:
Die neue Kreiseinteilung trat im Regierungsbezirk Königsberg am 1. Februar 1818 in Kraft und erfuhr zum 1. April 1819 noch einige Änderungen der Kreisgrenzen sowie der Kreisnamen. Neben dem Stadtkreis Königsberg und dem Landkreis Königsberg wurden noch 18 weitere Kreise eingerichtet:[31]
Landkreis: Königsberg in Preußen
Kreise: Allenstein, Braunsberg, Fischhausen, Friedland, Gerdauen, Zinten, Heilsberg, Labiau, Memel, Mohrungen, Neidenburg, Ortelsburg, Osterode in Ostpreußen, Kreuzburg, Preußisch Holland, Rastenburg, Rößel und Wehlau
Stadtkreis: Königsberg in Preußen

### Provinz Pommern
In Hinterpommern, das seit 1648 zu Brandenburg-Preußen gehörte, und Altvorpommern, das 1720 an Brandenburg-Preußen gefallen war, wurde 1724 eine Kreisreform durchgeführt. Die Zahl der Kreise und zugehörigen Landräte wurde fühlbar reduziert, um die starke territoriale Zersplitterung zu verringern, die vor allem in Hinterpommern durch die komplizierten adligen Besitzstände entstanden war. Im preußischen Teil Pommerns bestanden seitdem die nach ihrem Sitz benannten Kreise Anklam, Belgard, Bütow, Daber-Naugard-Dewitz, Demmin, Greifenberg, Greifenhagen, Lauenburg, Neustettin, Pyritz, Randow, Rummelsburg, Saatzig, Schlawe, Stolp, Usedom und Wollin. Daneben bestanden der Borckesche Kreis, der Flemmingsche Kreis sowie der Ostensche Kreis, die nach adligen Besitzerfamilien benannten waren. Dazu kamen noch der Kreis Fürstenthum, sowie die drei sogenannten Prälatenkreise Dompropstei Kucklow, Domkapitel Cammin und Domkapitel Kolberg.
Die Kreise Usedom und Wollin besaßen einen gemeinsamen Landrat und wurden in manchen Darstellungen auch als ein Kreis angesehen. Die Kreise Lauenburg und Bütow wurden 1777 zum Kreis Lauenburg-Bütow zusammengeschlossen. Ende 1811 wurden die Dompropstei Kucklow und das Domkapitel Cammin dem Flemmingschen Kreis zugeordnet sowie das Domkapitel Kolberg dem Kreis Fürstenthum.
In Neuvorpommern, das von 1648 bis 1815 zu Schweden gehörte, wurde 1806 die Einteilung des Landes nach schwedischem Vorbild vereinheitlicht. Dabei wurden die vier Ämter („Häraden“) Bergen, Franzburg, Greifswald und Grimmen gebildet. 1810 wurden aus diesen Ämtern schwedische Kreise.
- Regierungsbezirk Köslin:

Der Regierungsbezirk Köslin wurde 1815 aus sieben hinterpommerschen Altkreisen sowie den bis dahin brandenburgischen Kreisen Dramburg und Schivelbein zusammengesetzt. Bestrebungen, diese Kreisstruktur zu modernisieren, scheiterten am Widerstand des Landadels sowie an einer Königlichen Ordre vom 25. Januar 1817, die bestimmte, dass die Kreiseinteilung unverändert bleiben solle. Lediglich an den Außengrenzen des Regierungsbezirks wurden einige kleinere Gebietsänderungen durchgeführt.

Kreise: Belgard, Dramburg, Fürstenthum, Lauenburg-Bütow, Neustettin, Rummelsburg, Schivelbein, Schlawe und Stolp
- Regierungsbezirk Stettin:

Im Unterschied zum Regierungsbezirk Köslin wurde im Regierungsbezirk Stettin eine große Kreisreform durchgeführt, die am 1. Januar 1818 in Kraft trat. Aus dem Flemmingschen Kreis wurde der Kreis Cammin, aus den Kreis Daber-Naugard-Dewitz wurde der Kreis Naugard während der Borckesche Kreis und der Ostensche Kreis im neuen Kreis Regenwalde aufgingen. Aus Teilen der Kreise Anklam und Randow wurde der neue Kreis Ueckermünde gebildet. Die Grenzen der übrigen Altkreise wurden umfangreichen Änderungen unterzogen. Mit Stettin erhielt Pommern seinen einzigen Stadtkreis.

Kreise: Anklam, Cammin, Demmin, Greifenberg, Greifenhagen, Naugard, Pyritz, Randow, Regenwalde, Saatzig, Ueckermünde und Usedom-Wollin
Stadtkreis: Stettin

- Regierungsbezirk Stralsund:

Im 1815 gegründeten Regierungsbezirk Stralsund wurde die schwedische Kreiseinteilung von 1806 unverändert übernommen.

Kreise: Bergen, Franzburg, Greifswald und Grimmen

### Provinz Posen
Die Provinz Posen setzte sich zusammen aus einem großen Teil des Netzedistrikts, der 1772 durch die Erste Teilung Polens an Preußen gelangt war sowie aus Großpolen, das 1793 durch die Zweite Teilung Polens an Preußen gefallen war und seitdem zur Provinz Südpreußen gehörte. Sowohl der Netzedistrikt als auch Südpreußen wurden in landrätliche Kreise gegliedert, die aber nach den Maßstäben von 1815 in den meisten Fällen zu groß waren.
- Regierungsbezirk Bromberg:
Durch eine Verordnung der Regierung in Bromberg wurden im Regierungsbezirk am 1. Juli 1816 zunächst die bereits bestehenden sechs Kreise Bromberg, Czarnikau, Gnesen, Inowrazlaw, Wirsitz und Wongrowitz mit kleineren Gebietskorrekturen übernommen.[37] Am 1. Januar 1818 trat eine neue Einteilung in nunmehr neun Kreise in Kraft.[38]
Kreise: Bromberg, Chodziesen, Czarnikau, Gnesen, Inowrazlaw, Mogilno, Schubin, Wirsitz und Wongrowitz
- Regierungsbezirk Posen:
Die seit 1793 bestehende Kreiseinteilung wurde zum 1. Januar 1818 reformiert, wobei die vier zusätzlichen Kreise Birnbaum, Buk, Pleschen und Samter gebildet wurden.[39]
Landkreis Posen
Kreise: Adelnau, Birnbaum, Bomst, Buk, Fraustadt, Kosten, Kröben, Krotoschin, Meseritz, Obornik, Peysern, Pleschen, Samter, Schildberg, Schrimm und Schroda
Kreisfreie Stadt: Posen

### Provinz Sachsen
- Regierungsbezirk Erfurt:
Mit Wirkung vom 1. April 1816 wurde der Regierungsbezirk durch die Verordnung der Regierung in Erfurt vom 12. April 1816 zunächst in sieben Land- und einen Stadtkreis gegliedert. Mit Wirkung vom 15. Juni 1816 trat noch der Kreis Neustadt (später Ziegenrück) hinzu.[40]
Landkreis: Erfurt
Kreise: Obereichsfeld (ab 1818 Heiligenstadt), Langensalza, Mühlhausen, Hohnstein (ab 1818 Nordhausen), Henneberg (ab 1818 Schleusingen), Weißensee, Untereichsfeld (ab 1818 Worbis) und Neustadt (ab 1818 Ziegenrück)
Stadtkreis: Erfurt
- Regierungsbezirk Magdeburg:
Durch die Verordnung der Regierung in Magdeburg vom 15. Juni 1816 wurde der Regierungsbezirk mit Wirkung vom 1. Juli 1816 in 13 Land- und zwei Stadtkreise eingeteilt.[40][41]
Kreise: Aschersleben, Calbe, Gardelegen, Halberstadt, Jerichow I, Jerichow II, Neuhaldensleben, Oschersleben, Osterburg, Osterwieck, Salzwedel, Stendal, Wanzleben und Wolmirstedt
Stadtkreise: Halberstadt und Magdeburg
- Regierungsbezirk Merseburg
Durch die Verordnung der Regierung in Merseburg vom 4. September 1816 wurde der Regierungsbezirk mit Wirkung vom 1. Oktober 1816 in 15 Land- und zwei Stadtkreise eingeteilt.[42]
Kreise: Bitterfeld, Delitzsch, Eckartsberga, Liebenwerda, Mansfelder Gebirgskreis, Mansfelder Seekreis, Merseburg, Querfurt, Saalkreis, Sangerhausen, Schweinitz, Torgau, Weißenfels, Wittenberg und Zeitz
Stadtkreise: Halle und Naumburg

### Provinz Schlesien
Schlesien war unter österreichischer Herrschaft in sogenannte Weichbilder gegliedert. Nach der preußischen Besitzergreifung wurden von König Friedrich II. 1742 in Niederschlesien und 1743 auch in Oberschlesien preußische Verwaltungsstrukturen eingeführt. Dazu wurden, mit nur geringen Korrekturen, aus den Weichbildern landrätliche Kreise gebildet und in diesen Landräte installiert. Im Kammerdepartement Glogau bestanden seitdem die Kreise Freystadt, Glogau, Goldberg-Haynau, Grünberg, Guhrau, Hirschberg, Jauer, Liegnitz, Löwenberg-Bunzlau, Lüben, Militsch-Trachenberg, Sagan, Schwiebus, Sprottau, Steinau-Raudten sowie Wohlau und im Kammerdepartement Breslau die Kreise Beuthen, Bolkenhain-Landeshut, Breslau, Brieg, Cosel, Creutzburg, Falkenberg, Frankenstein, Glatz, Groß Strehlitz, Groß Wartenberg, Grottkau, Leobschütz, Lublinitz, Münsterberg, Namslau, Neisse, Neumarkt, Neustadt, Nimptsch, Oels, Ohlau, Oppeln, Pleß, Ratibor, Reichenbach, Rosenberg, Schweidnitz, Strehlen, Striegau, Tost-Gleiwitz und Trebnitz.
In Folge der Verordnung wegen verbesserter Einrichtung der Provinzial-Behörden vom 30. April 1815 wurde Schlesien neu abgegrenzt und in vier Regierungsbezirke eingeteilt, deren Regierungen aufgetragen wurde, die bestehende Kreiseinteilung den neu erlassenen Vorgaben bezüglich der Größe und des Zuschnitts der Kreise anzupassen.
- Regierungsbezirk Breslau:
Die Mehrzahl der Kreise im Regierungsbezirk Breslau wurde durch die neue Kreiseinteilung, die am 1. Januar 1818 in Kraft trat, neu abgegrenzt.[48]
Landkreis: Breslau
Kreise: Brieg, Creutzburg, Guhrau, Militsch, Namslau, Neumarkt, Oels, Ohlau, Steinau, Strehlen, Trebnitz, Wartenberg und Wohlau
Kreisfreie Stadt: Breslau
- Regierungsbezirk Liegnitz:
Der Kreis Löwenberg-Bunzlau wurde am 26. Januar 1816 in die beiden neuen Kreise Löwenberg und Bunzlau entlang der historischen Weichbildgrenze aufgespalten.[45] In der 1815 neu zu Preußen bzw. Schlesien gekommenen Oberlausitz wurden im Mai 1816 die drei neuen Kreise Görlitz, Lauban und Rothenburg gebildet.[49] Bei der endgültigen Neueinteilung des Regierungsbezirks zum 1. Januar 1820 kam es noch zu kleineren Gebietskorrekturen.[50]
Kreise: Bunzlau, Freystadt, Glogau, Goldberg-Haynau, Görlitz, Grünberg, Lauban, Liegnitz, Löwenberg, Lüben, Rothenburg, Sagan und Sprottau
- Regierungsbezirk Oppeln:
Die Kreisneuordnung im Regierungsbezirk Oppeln trat zum 1. Januar 1818 in Kraft. Mit dem Kreis Rybnik wurde ein neuer Kreis geschaffen, während die Grenzen der meisten anderen Kreise unterschiedlich stark geändert wurden.[51]
Kreise: Beuthen, Cosel, Falkenberg, Groß Strehlitz, Grottkau, Leobschütz, Lublinitz, Neisse, Neustadt, Oppeln, Pleß, Ratibor, Rosenberg, Rybnik und Tost
- Regierungsbezirk Reichenbach:
Da die meisten alten Kreise im Regierungsbezirk Reichenbach deutlich zu groß waren, wurden mit den Kreisen Habelschwerdt, Schönau und Waldenburg zum 1. Januar 1818 drei neue Kreise geschaffen. Außerdem wurde der Kreis Bolkenhain-Landeshut aufgespalten.[45]
Kreise: Bolkenhain, Frankenstein, Glatz, Habelschwerdt, Hirschberg, Jauer, Landeshut, Münsterberg, Nimptsch, Reichenbach, Schönau, Schweidnitz, Striegau und Waldenburg

### Provinz Schleswig-Holstein
Die Provinz Schleswig-Holstein wurde mit Wirkung vom 22. September 1867 in 19 Kreise und einen Stadtkreis eingeteilt. Zunächst wurden zwei Regierungsbezirke gebildet. Der Regierungsbezirk Holstein wurde bereits am 1. Oktober 1868 aufgelöst. Seine Kreise wurden in den allein verbliebenen Regierungsbezirk Schleswig umgegliedert.
- Regierungsbezirk Holstein:
Kreise: Kiel, Norderdithmarschen, Oldenburg, Pinneberg, Plön, Rendsburg, Segeberg, Steinburg, Stormarn und Süderdithmarschen
Stadtkreis: Altona
- Regierungsbezirk Schleswig:
Kreise: Apenrade, Eckernförde, Eiderstedt, Flensburg, Hadersleben, Husum, Schleswig, Sonderburg und Tondern

### Provinz Westfalen
- Regierungsbezirk Arnsberg:
In der preußischen Grafschaft Mark waren nach brandenburgischem Vorbild 1753 die vier landrätlichen Kreise Altena, Hamm, Hörde und Wetter eingerichtet worden, die bis zur Franzosenzeit bestanden.[22] Durch die Regierung in Arnsberg wurde der Regierungsbezirk zum 1. Januar 1817 in 13 Kreise eingeteilt.[53] Der Kreis Siegen, der bereits 1816 im Regierungsbezirk Koblenz gegründet worden war, kam am 1. Juni 1817 noch dazu.[54][55]
Kreise: Altena, Arnsberg, Bilstein, Bochum, Brilon, Dortmund, Hagen, Hamm, Iserlohn, Lippstadt, Medebach, Siegen, Soest und Wittgenstein
- Regierungsbezirk Minden:
Nachdem das Erbfürstentum Paderborn 1803 an Preußen gefallen war, erhielt es eine preußische Verwaltungsstruktur und war bis zur napoleonischen Besitznahme im Jahre 1807 in den Oberwaldischen Kreis, den Unterwaldischen Kreis und den Kreis Warburg gegliedert.[56] Der Regierungsbezirk Minden wurde durch die Verordnung der Regierung in Minden vom 18. Oktober 1816 mit Wirkung vom 1. November 1816 in zwölf Kreise gegliedert.[57] Die Stadt Minden blieb anfänglich kreisfrei, wurde aber am 11. Juni 1817 in den Kreis Minden eingegliedert.[58]
Kreise: Bielefeld, Brakel, Bünde, Büren, Halle, Herford, Höxter, Minden, Paderborn, Rahden, Warburg und Wiedenbrück
Kreisfreie Stadt: Minden
- Regierungsbezirk Münster:
Das Erbfürstentum Münster, das einen großen Teil des späteren Regierungsbezirks umfasste, fiel 1802 an Preußen. Es wurde zum 1. Januar 1804 in die vier Kreise Münster, Warendorf, Beckum und Lüdinghausen gegliedert, wobei die beiden Städte Münster und Warendorf kreisfrei blieben.[59] Zum 1. Juni 1806 wurde der Kreis Lüdinghausen aufgelöst und zum überwiegenden Teil in den Kreis Münster eingegliedert. Aus dem Nordteil des Kreises Münster wurde der neue Kreis Bevergern gebildet.[60] Im November 1806 wurde das Erbfürstentum von den Franzosen besetzt und 1808 wurde es dem Großherzogtum Berg einverleibt. Die nach der Franzosenzeit von der Regierung in Münster durchgeführte neue Kreiseinteilung nahm keinen Bezug auf die Kreise von 1804. Durch die entsprechende Verordnung vom 10. August 1816 wurde der Regierungsbezirk in zehn Kreise eingeteilt. Die Stadt Münster, in der Verordnung als Immediatstadt bezeichnet, blieb kreisfrei.[61]
Landkreis: Münster
Kreise: Ahaus, Beckum, Borken, Coesfeld, Lüdinghausen, Recklinghausen, Steinfurt, Tecklenburg und Warendorf
Immediatstadt (kreisfreie Stadt): Münster

### Provinz Westpreußen
Der größte Teil der Provinz Westpreußen war 1772 durch die Erste Teilung Polens an Preußen gelangt, Danzig und Thorn kamen bei der zweiten Teilung Polens 1793 noch dazu. Nach der Inbesitznahme wurde das Gebiet in Kreise eingeteilt. Da die so entstandenen Kreise nach den 1815 erlassenen Maßgaben des preußischen Staatskanzlers Karl August von Hardenberg zu groß waren, wurden 1818 in den beiden Regierungsbezirken der Provinz umfassende Neuordnungen der Kreise vorgenommen.
- Regierungsbezirk Danzig
Mit Wirkung vom 1. Juli 1818 wurde der Regierungsbezirk durch die Verordnung der Regierung in Danzig vom 24. Mai 1818 neu gegliedert.
Landkreis: Danzig
Kreise: Berent, Elbing, Karthaus, Marienburg, Neustadt und Preußisch Stargard
Kreisfreie Stadt: Danzig
- Regierungsbezirk Marienwerder
Mit Wirkung vom 1. April 1818 wurde der Regierungsbezirk durch die Verordnung der Regierung in Marienwerder vom 21. Februar 1818 neu gegliedert.
Kreise: Deutsch Krone, Flatow, Graudenz, Konitz, Kulm, Löbau, Marienwerder, Rosenberg, Schlochau, Schwetz, Strasburg, Stuhm und Thorn

## Sachsen
Mit Wirkung vom 15. Oktober 1874 trat eine Verwaltungsreform in Sachsen in Kraft, bei der die volle Trennung zwischen der Justiz und der Verwaltung im Königreich erfolgte. Das Land wurde in vier Kreishauptmannschaften eingeteilt, denen Amtshauptmannschaften und ggf. bezirksfreie Städte zugeordnet wurden.
- Kreishauptmannschaft Bautzen:
Amtshauptmannschaften: Bautzen, Kamenz, Löbau und Zittau
- Kreishauptmannschaft Dresden:
Amtshauptmannschaften: Dippoldiswalde, Dresden, Freiberg, Großenhain, Meißen und Pirna
Exemte (bezirksfreie) Stadt: Dresden
- Kreishauptmannschaft Leipzig:
Amtshauptmannschaften: Borna, Döbeln, Grimma, Leipzig, Oschatz und Rochlitz
Exemte (bezirksfreie) Stadt: Leipzig
- Kreishauptmannschaft Zwickau:
Amtshauptmannschaften: Annaberg, Auerbach/Vogtland, Chemnitz, Flöha, Herrschaft Schönburg, Marienberg, Oelsnitz/Vogtland, Plauen/Vogtland, Schwarzenberg/Erzgebirge und Zwickau
Exemte (bezirksfreie) Städte: Chemnitz und Zwickau

Am 1. Januar 1907 wurden Plauen, am 1. Januar 1915 Bautzen, Freiberg, Meißen, Zittau aus ihren Amtshauptmannschaften ausgegliedert und exemte (bezirksfreie) Städte. Am 1. April 1924 wurden Döbeln, Freital, Glauchau, Meerane, Mittweida, Pirna, Reichenbach im Vogtland und Wurzen, am 30. Juni 1924 Aue, am 1. Juli 1924 Crimmitschau und Werdau und am 1. Oktober Riesa aus den Amtshauptmannschaften ausgegliedert und exemte (bezirksfreie) Städte. Am 1. Januar 1935 wurde die Stadt Radebeul aus der Amtshauptmannschaft Dresden ausgegliedert und zu einer exemten Stadt. Die Anzahl der Amtshauptmannschaften wurde verändert. Am 1. Juli 1932 wurden die Kreishauptmannschaften Dresden und Bautzen zur Kreishauptmannschaft Dresden-Bautzen zusammengelegt. 1939 wurde aus den Amtshauptmannschaften Landkreise, aus den exemten Städten Stadtkreise und aus dem Kreishauptmannschaften die Regierungsbezirke Dresden-Bautzen, Leipzig, Chemnitz und Zwickau.

## Schaumburg-Lippe
Am 15. Januar 1816 existierten in Schaumburg-Lippe vier Ämter und zwei selbstständige Städte.
- Ämter: Arensburg, Bückeburg, Hagenburg und Stadthagen
Selbstständige Städte: Bückeburg und Stadthagen

Am 31. Dezember 1884 wurden aus den seit 1. Oktober 1879 existierenden Ämtern Bückeburg-Arensburg und Stadthagen-Hagenburg 2 Landratsamtsbezirke. Bückeburg und Stadthagen blieben selbständige Städte.
- Landratsamtsbezirke: Bückeburg-Arensburg aus dem Amt Bückeburg-Arensburg, Stadthagen-Hagenburg aus dem Amt Stadthagen-Hagenburg
Selbständige Städte: Bückeburg und Stadthagen

Am 25. März 1899 wurden die beiden Landratsamtsbezirke in Kreise und die beiden selbständigen Städte in die kreisfreien Städte Bückeburg und Stadthagen umbenannt.
- Kreise: Bückeburg und Stadthagen
kreisfreie Städte: Bückeburg und Stadthagen

Am 1. April 1934 wurden die beiden kreisfreien Städte Bückeburg und Kreis Bückeburg und Stadthagen in den Kreis Stadthagen eingegliedert.

## Thüringen
Das Land Thüringen bestand bei seiner Gründung am 1. Mai 1920 aus den Verwaltungseinheiten, die die Vorgängerländer ins neue Land mit eingebracht haben.
- Gotha:
Landratsämter: Gotha, Ohrdruf und Waltershausen
Immediatstädte: Residenzstadt Gotha, Ohrdruf und Waltershausen
- Reuß:
Landratsämter: Gera, Greiz und Schleiz
- Sachsen-Altenburg:
Landratsämter: Altenburg, Roda und Ronneburg
Verwaltungsbezirk der Stadt: Altenburg
- Sachsen-Meiningen:
Kreise: Hildburghausen, Meiningen, Saalfeld und Sonneberg
- Sachsen-Weimar-Eisenach:
Verwaltungsbezirke: I. Verwaltungsbezirk (Weimar), II. Verwaltungsbezirk (Apolda), III. Verwaltungsbezirk (Eisenach), IV. Verwaltungsbezirk (Dermbach) und V. Verwaltungsbezirk (Neustadt an der Orla)
- Schwarzburg-Rudolstadt:
Landratsämter: Frankenhausen, Königsee und Rudolstadt
Selbstständige Stadt: Rudolstadt
- Schwarzburg-Sondershausen:
Kreise: Gehren, Sondershausen
Stadtkreise: Arnstadt und Sondershausen

Am 1. Oktober 1922 wurde in Thüringen eine Gebietsreform durchgeführt. Einige Immediatstädte, selbständige Städte und Stadtkreise wurden in Landkreise eingegliedert. Einige Landkreise wurden zusammengelegt. Es wurden neue Stadtkreise gebildet. Aus Landratsämtern, Verwaltungsbezirken, Bezirksverbänden und Kreisen wurden Landkreise. Aus einer Exklave des ehemaligen Landes Sachsen-Meiningen wurde die Kreisabteilung Camburg gebildet. Am 1. April 1939 wurde die Kreisabteilung Camburg aufgelöst und dem Landkreis Stadtroda angeschlossen.

## Thüringische Länder

### Reuß älterer Linie
Im Rahmen der Rennung von Verwaltung und Justiz wurde am 1. Oktober 1868 ein Landratsamt in Greiz für das gesamte Fürstentum eingerichtet. In der Exklave Burgk übernahm das dortige Justizamt einen Teil der Befugnisse des Landratsamts.
- Landratsamt: Greiz

### Reuß jüngerer Linie
Das Fürstentum wurde 1852 in drei Landratsämter eingeteilt.
- Landratsämter: Ebersdorf, Gera und Schleiz

### Volksstaat Reuß
Nach der Vereinigung der beiden reußischen Staaten zum Volksstaat Reuß wurden am 17. April 1919 drei neu abgegrenzte Bezirksverbände eingerichtet.
- Bezirksverbände: Gera, Greiz und Schleiz

### Sachsen-Altenburg
Das Herzogtum wurde 1826 in zwei Kreise eingeteilt.
- Kreise: Ostkreis (Altenburgischer Kreis) und Westkreis (Saal-Eisenbergischer Kreis)

### Sachsen-Coburg und Gotha
Das Herzogtum wurde 1826 in zwei Verwaltungsbezirke gegliedert.
- Herzogtümer: Coburg und Gotha

### Sachsen-Coburg-Meiningen
Das Herzogtum wurde 1815 in drei Verwaltungsbezirke gegliedert.
- Verwaltungsbezirke: Gemeinschaftliche Herrschaft, Oberland und Unterland

### Sachsen-Coburg-Saalfeld
Das Herzogtum wurde 1815 in drei Fürstentümer gegliedert.
- Fürstentümer: Coburg, Lichtenberg und Saalfeld

### Sachsen-Gotha-Altenburg
Das Herzogtum wurde 1815 in zwei Fürstentümer gegliedert.
- Fürstentümer: Altenburg und Gotha

### Sachsen-Meiningen-Hildburghausen
Das Herzogtum wurde 1826 in zwölf Verwaltungsämter nebst einer Residenzstadt eingeteilt.
- Verwaltungsämter: Camburg, Eisfeld, Gräfenthal, Heldburg, Hildburghausen, Kranichfeld, Meiningen, Römhild, Saalfeld, Salzungen, Sonneberg und Wasungen
Residenzstadt: Meiningen

### Sachsen-Weimar-Eisenach
Das Herzogtum wurde 1815 in drei Kreise eingeteilt.
- Kreise: Eisenacher Kreis, Neustädter Kreis, Weimarisch-Jenaischer Kreis

### Schwarzburg-Rudolstadt
Das Fürstentum wurde 1815 in zwei Verwaltungsbereiche gegliedert.
- Verwaltungsbereiche: Oberherrschaft (auch Landeshauptmannschaft Rudolstadt) und Unterherrschaft (auch Landeshauptmannschaft Frankenhausen)

### Schwarzburg-Sondershausen
Das Fürstentum wurde 1815 in zwei Verwaltungsbereiche gegliedert.
- Verwaltungsbereiche: Oberherrschaft (auch Landeshauptmannschaft Arnstadt) und Unterherrschaft (auch Landeshauptmannschaft Sondershausen)

## Waldeck
Am 27. April 1850 wurden die neuen Kreise gebildet.
- Kreise: Kreis der Eder, Kreis des Eisenbergs, Kreis der Twiste und Pyrmont

## Württemberg
Am 1. Januar 1818 wurden die 1810 gebildeten zwölf Landvogteien durch vier Kreise ersetzt. Es entstanden der Donaukreis mit Sitz in Ulm, der Jagstkreis mit Sitz in Ellwangen (Jagst), der Neckarkreis mit Sitz in Ludwigsburg und der Schwarzwaldkreis mit Sitz in Reutlingen. Insgesamt gab es 64 Oberämter, die sich 1819 wegen der Eingliederung des Oberamtes Albeck in das Oberamt Ulm auf 63 reduzierten.
Die Oberämter, die 1818 gebildet wurden und den späteren Landkreisen entsprachen, waren:
- Donaukreis:
Oberämter: Albeck, Biberach, Blaubeuren, Ehingen, Geislingen, Göppingen, Kirchheim, Leutkirch, Münsingen, Ravensburg, Riedlingen, Saulgau, Tettnang, Ulm, Waldsee, Wangen und Wiblingen
- Jagstkreis:
Oberämter: Aalen, Crailsheim, Ellwangen, Gaildorf, Gerabronn, Gmünd, Hall, Heidenheim, Künzelsau, Lorch, Mergentheim, Neresheim, Öhringen und Schorndorf
- Neckarkreis:
Amtsoberamt: Stuttgart
Oberämter: Backnang, Besigheim, Böblingen, Brackenheim, Cannstatt, Esslingen, Heilbronn, Leonberg, Ludwigsburg, Marbach, Maulbronn, Neckarsulm, Vaihingen, Waiblingen, Weinsberg
Selbstständige Stadt: Stuttgart
- Schwarzwaldkreis:
Oberämter: Balingen, Calw, Freudenstadt, Herrenberg, Horb, Nagold, Neuenbürg, Nürtingen, Oberndorf, Reutlingen, Rottenburg, Rottweil, Spaichingen, Sulz, Tübingen, Tuttlingen und Urach

Am 1. April 1924 wurden die Kreise Donaukreis, Jagstkreis, Neckarkreis und Schwarzwaldkreis aufgelöst. Das Oberamt Cannstatt wurde am 1. Oktober 1924 aufgelöst und auf die Oberämter Eßlingen, Amtsoberamt Stuttgart und Waiblingen aufgeteilt. Das Oberamt Weinsberg wurde am 1. April 1926 aufgelöst und auf die Oberämter Hall, Heilbronn und Öhringen aufgeteilt. Am 1. Oktober 1938 wurden die Oberämter zu größeren Landkreisen zusammengelegt. Die Städte Heilbronn und Ulm wurden aus den Oberämtern ausgegliedert und Stadtkreise.